# Olympische Sommerspiele 2008/Tischtennis
Bei den Olympischen Sommerspielen 2008 in Peking wurden im Tischtennis sowohl für die Damen als auch für die Herren zwei Wettbewerbe ausgetragen: Einzel- und Mannschaftswettbewerbe. Die Doppelwettbewerbe, die bis zu den Sommerspielen 2004 olympische Disziplin waren, entfielen. Der Spielort war das Peking University Gymnasium.

## Bilanz

### Medaillenspiegel
| Platz  | Land        | Gold | Silber | Bronze | Gesamt |
| ------ | ----------- | ---- | ------ | ------ | ------ |
| 1      | China       | 4    | 2      | 2      | 8      |
| 2      | Deutschland | —    | 1      | —      | 1      |
| 2      | Singapur    | —    | 1      | —      | 1      |
| 4      | Südkorea    | —    | —      | 2      | 2      |
| Gesamt | Gesamt      | 4    | 4      | 4      | 12     |

### Medaillengewinner
| Disziplin         | Gold                               | Silber                                                | Bronze                                           |
| ----------------- | ---------------------------------- | ----------------------------------------------------- | ------------------------------------------------ |
| Männer Einzel     | Ma Lin (CHN)                       | Wang Hao (CHN)                                        | Wang Liqin (CHN)                                 |
| Frauen Einzel     | Zhang Yining (CHN)                 | Wang Nan (CHN)                                        | Guo Yue (CHN)                                    |
| Männer Mannschaft | ChinaWang Hao Ma Lin Wang Liqin    | DeutschlandTimo Boll Christian Süß Dimitrij Ovtcharov | SüdkoreaOh Sang-eun Ryu Seung-min Yoon Jae-young |
| Frauen Mannschaft | ChinaWang Nan Zhang Yining Guo Yue | SingapurFeng Tianwei Li Jia Wei Wang Yuegu            | SüdkoreaKim Kyung-ah Dang Ye-seo Park Mi-young   |

## Qualifikation
Die nachfolgenden Qualifikationskriterien galten für Damen wie Herren:

### Einzel

#### Direkte Qualifikation
Zunächst wurde aus der Weltrangliste vom Januar 2008 eine bereinigte Weltrangliste gebildet, indem in der Weltrangliste nur die beiden bestplatzierten Sportler einer Nation übernommen werden, die restlichen Sportler wurden gestrichen.
Die besten 20 der bereinigten Weltrangliste waren direkt qualifiziert. Somit sind aus einer Nation entweder zwei oder ein oder kein Sportler direkt qualifiziert.

#### Qualifikationsturniere
Weitere Startplätze wurden über kontinentale Qualifikationsturniere vergeben, wobei maximal drei Sportler eines Landes pro Geschlecht bei den Spielen teilnehmen durften. Jede Nation durfte also nochmal mindestens einen und höchstens drei Vertreter in die Qualifikationsturniere schicken, je nachdem wie viele sich direkt über die Weltrangliste qualifiziert hatten (3 minus Anzahl der direkt Qualifizierten). Bei diesen Qualifikationsturnieren wurden sechs Startplätze für Afrika, elf für Asien, elf für Europa, sechs für Südamerika, drei für Nordamerika und drei für Ozeanien vergeben.

#### Weltqualifikationsturnier
Drei weitere Startplätze wurden bei einem finalen Qualifikationsturnier vergeben, bei dem Sportler aus allen Kontinenten teilnehmen konnten, und für den letzten Startplatz wurde eine Wildcard offengelassen.

### Mannschaften
Bei den Teamwettbewerben nahmen jeweils 16 Mannschaften teil. China als Gastgebernation war automatisch qualifiziert. Des Weiteren bekam jeder der sechs Kontinente (Nord- und Südamerika zählen separat) einen Quotenstartplatz zugesprochen. Dieser ging an das in der Teamweltrangliste am besten klassierte Team des Kontinents, sofern es drei Einzelstarter nach Peking entsenden konnte. Entsendet von einem Kontinent kein Land drei Einzelstarter, nimmt das beste Team mit zwei Einzelstartern am Teamwettbewerb teil; wurden auch von keinem Land zwei Starter entsendet, war das bestklassierte Team mit einem Einzelstarter qualifiziert. Die verbleibenden neun Startplätze wurden anhand der Teamweltrangliste vergeben. Es qualifizierten sich die neun Mannschaften, die in der Weltrangliste am höchsten platziert waren und mindestens zwei Einzelstarter nach Peking schickten. Im Falle, dass es weniger als neun Nationen mit mindestens zwei Einzelstartern gab, rückten die bestplatzierten Länder mit einem Einzelstarter nach. Im Falle, dass sich Gastgeber China auch als Kontinentalvertreter Asiens qualifizierte und damit ein Platz frei wurde, wurden über die Teamweltrangliste zehn statt neun Startplätze vergeben.

### Qualifizierte Sportler
Sowohl Deutschland als auch Österreich konnten mit Timo Boll, Dimitrij Ovtcharov und Christian Süß beziehungsweise Werner Schlager, Chen Weixing und Robert Gardos bei den Herren das volle Kontingent im Einzel in Peking stellen.
Bei den Frauen waren mit Wu Jiaduo und Elke Wosik zwei Deutsche und mit Liu Jia und Li Qiangbing zwei Österreicherinnen qualifiziert.
Die vollständige Liste der qualifizierten Sportler wurde am 11. Juli 2008 von der ITTF (International Table Tennis Federation) veröffentlicht. Bei den Damen qualifizierten sich insgesamt 78 und bei den Herren 77 Sportler.

### Qualifizierte Mannschaften
Es qualifizierten sich 16 Nationen für den Mannschaftswettbewerb der Damen bzw. Herren. Die folgenden Listen entsprechen dem offiziellen Ranking für die Olympischen Spiele 2008:
| Damen | Damen |
| --- | --- |
| 1. Volksrepublik China 2. Singapur 3. Hongkong 4. Südkorea 5. Japan 6. Deutschland 7. Niederlande 8. Österreich | 1. Vereinigte Staaten 2. Kroatien 3. Spanien 4. Polen 5. Rumänien 6. Australien 7. Dominikanische Republik 8. Nigeria |

| Herren | Herren                                                                                              |
| --- | --------------------------------------------------------------------------------------------------- |
| 1. Volksrepublik China 2. Deutschland 3. Südkorea 4. Hongkong 5. Japan 6. Chinesisch Taipeh 7. Singapur 8. Österreich | 1. Kroatien 2. Griechenland 3. Schweden 4. Russland 5. Brasilien 6. Nigeria 7. Kanada 8. Australien |

## Spielmodus

### Einzelwettbewerb
Der Einzelwettbewerb wurde im K.-o.-System ausgetragen. Wer ein Spiel verlor, schied aus dem Turnier aus, der Sieger zog in die nächste Runde ein. Es wurden vier Gewinnsätze pro Begegnung gespielt.
Die einzelnen Spieler stiegen in verschiedenen Runden in das Turnier ein. Dafür wird die Platzierung in der Setzliste der International Table Tennis Federation (ITTF) verwendet. Die nachfolgende Tabelle zeigt die verschiedenen Phasen.
| Platzierung       | Einstieg            |
| ----------------- | ------------------- |
| 1 – 16            | Runde 3             |
| 17 – 32           | Runde 2             |
| 33 – 48           | Runde 1             |
| 49 und schlechter | Qualifikationsrunde |

### Mannschaftswettbewerb
Eine Mannschaft bestand aus drei Spielern derselben Nation. Um eine Begegnung zu gewinnen, musste eine Mannschaft drei Spiele siegreich beenden. Eine Begegnung bestand aus mindestens zwei Einzeln und einem Doppel. Sollte nach diesen drei Spielen noch keine Entscheidung gefallen sein, wurden ein oder zwei zusätzliche Einzel gespielt, bis eine Mannschaft drei Spiele gewonnen hatte. Jeder Spieler einer Mannschaft durfte pro Begegnung höchstens zweimal eingesetzt werden. Im Fall von fünf Spielen pro Begegnung kam dann jeder zweimal zum Einsatz; ein Spieler in zwei Einzeln und die anderen in jeweils einem Einzel und dem Doppel. Das System wurde gewählt, damit ein Spieler nicht alle für einen Sieg nötigen Punkte einfahren kann. Es wurde Peking-System genannt.
Der Mannschaftswettbewerb bestand zunächst aus einer Gruppenphase. Im Anschluss wurde nach einem K.-o.-System gespielt. In jedem Spiel wurden drei Gewinnsätze nach den gleichen Regeln wie im Einzelwettbewerb gespielt.
In der Gruppenphase wurden die 16 Mannschaften in vier Vierergruppen gelost. Hier spielte jeder gegen jeden. Die Gruppenersten kamen ins Halbfinale, in dem sie um den Einzug ins Finale und schließlich um die Goldmedaille bzw. Silbermedaille spielten. Die Gruppenzweiten spielen ein separates Halbfinale. Die beiden Sieger spielten mit den Verlierern der Halbfinals der Gruppenersten im K.-o.-System um die Bronzemedaille.

## Wissenswertes
- Die Altersspanne der Teilnehmer reichte bei den Herren von 15 Jahren (Marcelo Aguirre, Paraguay) bis 46 Jahre (He Zhiwen, Spanien), bei den Damen von 16 Jahren (Noha Yossry, Ägypten) bis 45 Jahre (Ni Xialian, Luxemburg).
- Streit gab es im Vorfeld, als Jörgen Persson und Jean-Michel Saive in der bereinigten Weltrangliste punktgleich Platz 20 belegten. Die Entscheidung des Weltverbandes ITTF, Persson zu bevorzugen, da dieser mit 0,25 Punkten im Vorteil sei, war umstritten. Für die Zukunft wurde daher festgelegt, das bei Punktgleichheit die vorhergehende Weltrangliste herangezogen wird.[3]
- Die Schwedin Matilda Ekholm qualifizierte sich sportlich für die Teilnahme, wurde jedoch vom schwedischen NOK wegen mangelnder Erfolgsaussichten nicht zugelassen.[4] Ähnlich erging es den Tunesierinnen Nesrine Ben Kahia und Safa Saidani, der Neuseeländerin Li Karen sowie dem Niederländer Trinko Keen.[5]
- Die Tischtennisspielerin Li Jia Wei aus Singapur trug bei der Eröffnungszeremonie die Fahne.[6]